# Wayne G. Hammond
Pour les articles homonymes, voir Wayne Hammond.
Wayne G. Hammond, né le 11 février 1953, est un universitaire américain, connu pour ses travaux de recherche et ses publications sur les écrits de J. R. R. Tolkien. Il a validé son Bachelor of Arts avec mention au Baldwin-Wallace College en 1975 et Master of Arts en sciences de l'information et de la communication à l'université du Michigan en 1976. Depuis, il est assistant archiviste à la Chapin Library of Rare Books du Williams College.
En 1994, Hammond épouse l'universitaire anglaise Christina Scull, également spécialiste de Tolkien, avec lequel il collabore sur la plupart de ses travaux de recherche. C'est également un contributeur régulier de la Mythopoeic Society.

## Publications en rapport avec Tolkien
- 1993 – J.R.R. Tolkien: A Descriptive Bibliography, en collaboration avec Douglas A. Anderson
- 1995 – J. R. R. Tolkien : Artiste et Illustrateur en collaboration avec Christina Scull
- 1998 – Roverandom, édité avec Christina Scull
- 2005 – The Lord of the Rings: A Reader's Companion, édité avec la collaboration de Christina Scull
- 2006 – The J.R.R. Tolkien Companion and Guide, élaboré et édité en collaboration avec Christina Scull
- 2011 - The Art of the Hobbit, by J.R.R. Tolkien édité en collaboration avec Christina Scull
- 2017 - The J.R.R. Tolkien companion and Guide. Revised and expanded edition. 3 parties (Chronology, Reader's guide part I A-M, Reader's guide part II N-Z, 2.720 pages), en collaboration avec Christina Scull

## Autres publications
- 1982 – The Graphic Art of C.B. Falls: An Introduction
- 2000 – Arthur Ransome : A Bibliography